# Zeugin der Anklage (2016)
Zeugin der Anklage (Originaltitel: The Witness for the Prosecution) ist ein englischer, für das Fernsehen produzierter Kriminalfilm des Regisseurs Julian Jarrold aus dem Jahr 2016. Er ist eine Neuverfilmung des Billy-Wilder-Films Zeugin der Anklage von 1957, basierend auf dem gleichnamigen Theaterstück der Schriftstellerin Agatha Christie aus dem Jahr 1953. Im englischen Original in zwei Teilen produziert, erschien das Stück im deutschen Fernsehen als ein Teil.

## Handlung
In den letzten Tagen des Ersten Weltkriegs treffen der junge Soldat Leonard Vole und die Zivilistin Romaine Heilger in einem Schützengraben aufeinander. Fünf Jahre später, 1923, versucht die ältere, wohlhabende Witwe Emily French, ihre langweiligen Tage in einem Londoner Club totzuschlagen. Dort trifft sie auf den Kellner Vole, den sie sich als Liebhaber nimmt, sehr zum Missfallen von Frenchs Haushälterin Janet McIntyre, die dem unbeholfenen Vole das baldige Ende der Beziehung mit der doppelt so alten French prophezeit. Gleichzeitig ist Voles aus Wien stammende Lebensgefährtin, die Tänzerin Heilger, wegen ihrer Herkunft in ihrem Theater beständigen Anfeindungen ihrer Kolleginnen ausgesetzt, allen voran Christine Moffat, Star der Truppe.
Drei Monate später wird French erschlagen in ihrer Wohnung aufgefunden. Die eifersüchtige McIntyre beschuldigt Vole des Mordes, da French ihn kurz zuvor als Alleinerben in ihrem Testament eingesetzt hat. Vole wird verhaftet, und nur sein Anwalt, der bisher wenig erfolgreiche John Mayhew, glaubt an seine Unschuld. Mayhew gelingt es, den Strafverteidiger Sir Carter für den Fall zu gewinnen. Der folgende Gerichtsprozess erregt große Medienaufmerksamkeit, und Heilger erfährt vom Doppelleben ihres Lebensgefährten. Das Theater gibt nun ihr die führende Rolle im aktuellen Stück, um aus der öffentlichen Aufmerksamkeit Kapital zu schlagen. Heilger besucht Vole im Gefängnis, doch statt ihn zu entlasten, bespuckt sie ihn mit dem Wort „Hänge!“.
Die Staatsanwaltschaft ist von Voles Schuld überzeugt, da bei dem Mord viel Blut geflossen ist, was Spuren auf der Kleidung des Täters hinterlassen haben muss, und man in seiner Wohnung ein verbranntes Hemd fand. Außerdem belastet McIntyre, die zur fraglichen Zeit außer Haus war, den Angeklagten: sie habe ihn bei ihrer Rückkehr aus dem Haus gehen sehen. Als Heilger dann als Zeugin der Anklage auftritt und erzählt, er sei nach Hause gekommen und habe damit geprahlt, nun ein reicher Mann zu sein, ist Vole nur noch kurz davon entfernt, zum Tod durch Erhängen verurteilt zu werden. Da erhält Mayhew die Nachricht einer geheimnisvollen Frau, die ihn in ein verlassenes Gebäude lockt. Sie schildert ihm, sie sei die einstige Tänzerin Christine Moffat, deren Gesicht nun entstellt ist, da Heilger ihr heißes Zuckerwasser ins Gesicht geschüttet habe, um ihren Platz im Theater zu übernehmen. Sie gibt Mayhew einen Brief, den Heilger an ihren neuen Geliebten Max geschickt hat, welcher zuvor mit Moffat zusammen war. Sir Carter benutzt diesen Brief vor Gericht, um Vole zu entlasten. Es geht daraus hervor, dass Heilger Vole, der von ihrer noch bestehenden Ehe von früher wusste, belasten und somit loswerden will, um Max heiraten zu können, ohne sich dem Vorwurf der Bigamie auszusetzen. Vole wird freigesprochen und Heilger wegen Meineids angeklagt. Nun setzt Mayhew sich auf McIntyres Spur und findet belastende Indizien für den Mord an French, die ausreichen, sie zu verurteilen und an den Galgen zu bringen.
Einige Jahre später ist Mayhew durch die erfolgreiche Verteidigung Voles berühmt und erfolgreich. Mit seiner Frau Alice macht er Urlaub in einem französischen Küstenort, wo er zufällig Vole mit einer zunächst unbekannten Frau entdeckt. Er sucht sie in deren Hotelzimmer auf und stellt zu seiner Überraschung fest, dass es sich um Heilger handelt. Das durch die Erbschaft nun wohlhabende Paar enthüllt ihm die Auflösung seines Plans: Niemand hätte vor Gericht der Geliebten eines Mordangeklagten geglaubt, wenn sie versucht hätte, ihren Liebhaber zu verteidigen, jedoch hat jeder an seine Unschuld geglaubt, als sie versuchte, ihn ans Messer zu liefern. Sie war es, die in einer Maske Mayhew glauben ließ, sie sei die entstellte Moffat. Diese hatte sich lediglich aus dem Theater zurückgezogen, als sie schwanger wurde, und war gar nicht entstellt. So konnte Mayhew überzeugt werden, den fingierten Brief an sich zu nehmen und vor Gericht zu verwenden, um Vole freizubekommen. Den Tod der unschuldig für sie gehängten McIntyre nehmen Heilger und Vole billigend in Kauf, und Heilger hat ihre relativ geringe Strafe für den Meineid inzwischen abgebüßt. Sie und Vole stoßen mit Champagner auf Mayhew an, durch den ihre List erst möglich wurde, nachdem Vole French getötet hat.
Der konsternierte Mayhew, der seine Frau nach vielen Ehejahren immer noch liebt, kehrt zu ihr ins Hotelzimmer zurück, um Trost und Zuneigung zu suchen. Doch sie weist ihn schroff zurück und enthüllt ihm, dass sie ihn schon lange nicht mehr liebe, er sie sogar anwidere und sie ihm den Tod des einzigen Sohnes anlaste, der auf Betreiben Mayhews in die Armee eingetreten war und dann im Ersten Weltkrieg umkam. Erschüttert von den jüngsten Enthüllungen watet Mayhew vom Hotelstrand ins offene Meer hinaus.

## Rezeption

### Kritiken
„Die (Fernseh-)Neuverfilmung der Krimi-Kurzgeschichte von Agatha Christie interpretiert die hervorragend gespielten Figuren konsequent aus dem Verständnis der Nachkriegsjahre. Dabei weitet sich der klassische Suspense-Plot zum melancholischen Zeit- und Sittenbild mit visuellen und atmosphärischen Film-noir-Anleihen.“

„‚Zeugin der Anklage‘ basiert wie die berühmte Version von 1957 auf einer Geschichte von Agatha Christie, orientiert sich aber an der weniger bekannten Urfassung. Die ist wie der gesamte Film auch düsterer angelegt, streckenweise ist die Neuauflage mehr Drama denn Krimi. Als Alternative ist das interessant, zumal auch die Schauspieler gute Arbeit leisten.“